# 宝町 (静岡市)
宝町（たからちょう）は、静岡市清水区の地名。丁番を持たない単独町名である。住居表示は実施済み。

## 地理
北で小芝町、東で江尻東、南で江尻町、西で二の丸町に隣接する。
清水駅前に発達する市街地の一角を占める。町の中心部にはえじり保育園がある。

## 歴史

### 沿革
- 1924年（大正13年）
  - 1月13日 - 庵原郡にあった辻町と江尻町が安倍郡入江町に編入し、同日に廃止。
  - 2月11日 - 入江町が清水町、不二見村、三保村が合併して清水市が発足。
- 1938年（昭和13年）8月8日
  - 江尻二ノ丸町・江尻小芝町・江尻柳町が江尻の一部より分割・新設。
  - 江尻大和町が江尻・江尻出作・入江の各一部より分割・新設。
  - 江尻本丸町が江尻・入江の各一部より分割・新設。
- 1961年（昭和36年）5月31日
  - 江尻・江尻二ノ丸町・江尻小芝町・江尻本丸町の各一部より魚町が新設される。
  - 江尻・江尻二ノ丸町・江尻小芝町・江尻大和町の各一部より小芝町が新設される。
  - 江尻・江尻柳町・江尻小芝町の各一部より柳町が新設される。
  - 江尻・江尻柳町の各一部より紺屋町が新設される。
- 1972年（昭和47年）11月1日 - 魚町・小芝町・柳町・紺屋町の各一部より宝町が新設され、住居表示化。
- 2003年（平成15年）4月1日 - 清水市が静岡市と合併し、改めて静岡市が発足。宝町は「清水宝町」に改称。
- 2005年（平成17年）4月1日 - 静岡市が政令指定都市に移行し、旧町域は清水区となる。清水宝町は「宝町」に改称。

## 世帯数と人口
2021年（令和3年）9月30日現在の世帯数と人口は以下の通りである。
| 大字 | 世帯数  | 人口  |
| ---- | ------- | ----- |
| 宝町 | 194世帯 | 442人 |

## 小・中学校の学区
市立小・中学校に通う場合、学区は以下の通りとなる。
| 番・番地等 | 小学校                 | 中学校                 |
| ---------- | ---------------------- | ---------------------- |
| 全域       | 静岡市立清水江尻小学校 | 静岡市立清水第一中学校 |

## 交通

### 鉄道
- 町内に駅はない。最寄駅は東海道本線の清水駅。

### バス
- 町内にバス停はない。最寄駅はしずてつジャストラインの「大手町」停留所か「江尻東」停留所。

### 道路
- 静岡県道75号清水富士宮線

## 施設
- えじり保育園
- 日本基督教団 清水教会
- サンドラッグ 清水店
- 清水環境保全センター